# 和田昭為
和田昭為（日语：／ Wada Akitame，1532年—1618年8月6日）日本戰國時代及江戶時代初期武將。佐竹氏家臣。對外之受領名為安房守，在佐竹家中一般稱為掃部助。和田氏是桓武平氏的庶流・三浦氏的末裔。

## 生涯
仕於佐竹義昭、義重、義宣3代，在財政、外交面非常活躍，擔任佐竹家與上杉氏、後北条氏、結城氏等對外交涉事務。在軍事面也參與大、小會戰，擔任譜代家臣的指南役職務，功勳卓著。
元龜2年（1571年）背叛佐竹氏出奔到白河結城氏。傳說是由於佐竹家另一重臣車斯忠的讒言所致。這次出奔騷動，造成兒子3人及一族二十餘人均被佐竹義重殺害。
在白河結城氏期間擔任里白石城主，天正3年（1575年）時，年幼的當主白河義顯被擔任後見役的白河義親追放，佐竹氏乘隙入侵白河領内。此戰中，秘密與佐竹氏内通的昭為，與義親共同擔任白河勢的先鋒，並蓄意將陣勢突出假裝攻擊佐竹勢，讓義親軍形成孤軍，進而被捕縛。由於當主被捕成為人質，合戰也立刻結束，自此白河結城氏從屬於佐竹氏。昭為因功重新歸參佐竹氏。
歸參後的昭為受到佐竹義宣高度信任，天正20年（1592年），義宣隨同出征文祿之役。昭為受命留守。文祿4年（1595年）佐竹家中大幅度的知行改易之際，與人見藤道・小貫賴久等受封知行地，且領受充行狀。
慶長5年（1600年）關原之戰後，隨同佐竹氏移封至出羽國。慶長8年（1603年），因被懷疑與涉江政光暗殺未遂事件（川井事件）有關連，因此開始隱居。元和4年（1618年）以87歲高齡去世。